# Wolf Landau

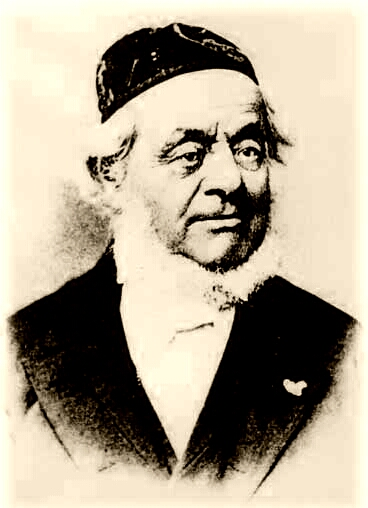
Oberrabbiner Wolf Landau

Wolf Landau (1. März 1811 in Dresden – 24. August 1886 ebenda) war Oberrabbiner der Jüdischen Gemeinde zu Dresden.

## Leben und Wirken
Er war der Sohn des Dresdner Lehrers Mordechai-Juda Landau und der Reizel Hainsfurth. Väterlicherseits war er Enkel des David Wolf Landau, des ersten Oberrabbiners zu Dresden, bei dessen Nachfolger Abraham Löwy er in den Talmud eingeführt wurde. Es besuchte die Jeschiwa des Aron Kornfeld in Golčův Jeníkov in Böhmen und anschließend die Kreuzschule in Dresden. 1836 nahm Landau ein dreijähriges Studium an der Friedrich-Wilhelms-Universität in Berlin auf, daneben studierte er den Talmud bei den Rabbinern Jacob Joseph Oettinger und Elhanan Rosenstein. 1839 kehrte er nach Dresden zurück und wurde wie sein Vater Lehrer an der drei Jahre zuvor gegründeten israelitischen Gemeindeschule, die die zuvor betriebenen Privatschulen ablöste. 1841 promovierte er in Leipzig und heiratete im Jahr darauf Fanni Feilchenfeld (1816–1891), die Tochter des Kantors Hirsch Feilchenfeld und Schwester des späteren Rabbiners Fabian Feilchenfeld.
Landau war Mitarbeiter der jüdischen Zeitschrift Der Orient und der von Zacharias Frankel herausgegebenen Monatsschrift für Geschichte und Wissenschaft des Judentums. Er hielt Vorträge in wissenschaftlichen und gemeinnützigen Vereinen. 1845 wurde er von Frankel als Dajan, als Beisitzer im Rabbinatsgericht, hinzugezogen.

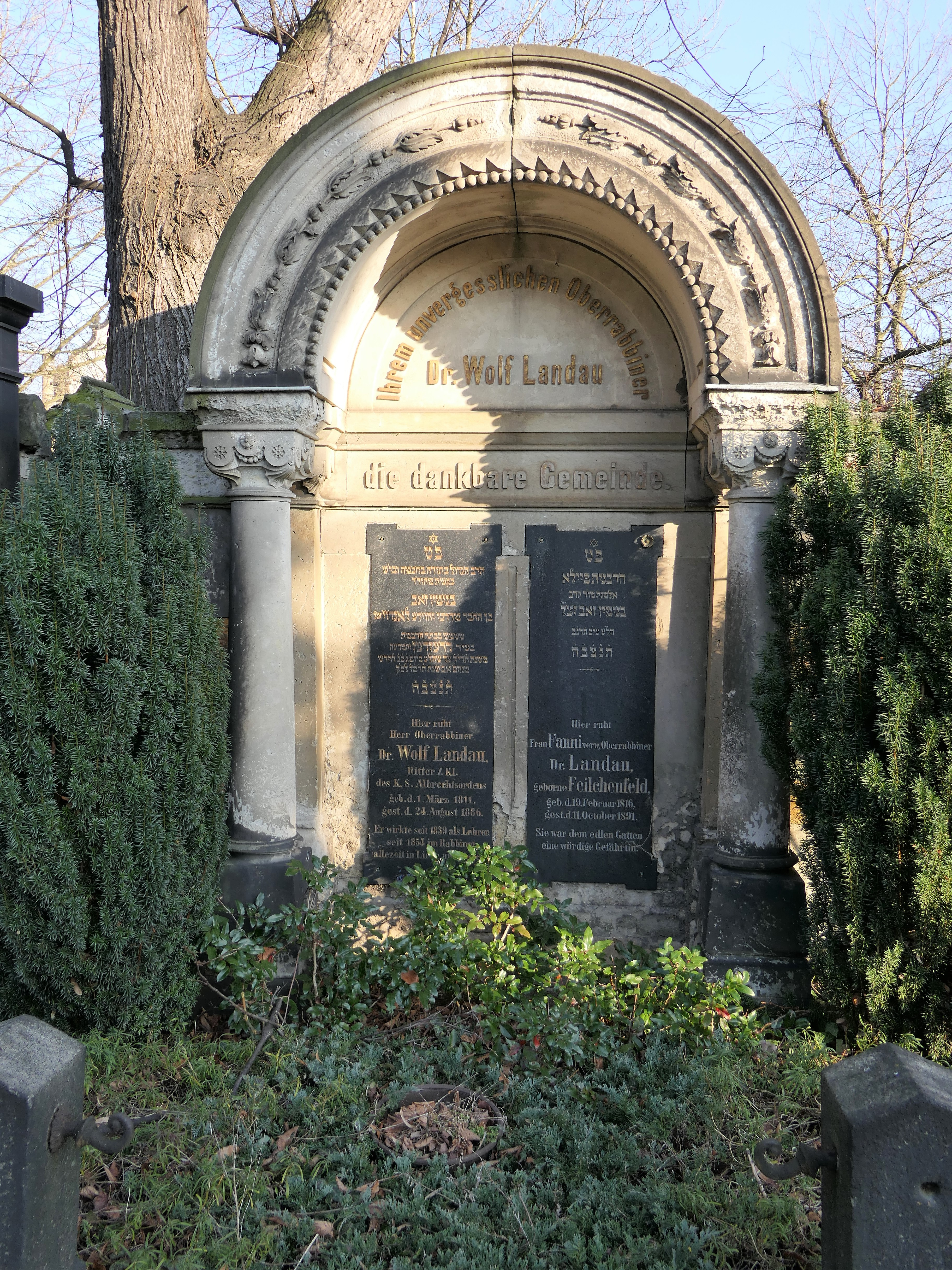
Grab von Dr. Wolf Landau

Nach dem Weggang von Frankels nach Breslau wurde Landau 1854 sein Nachfolger als Oberrabbiner der jüdischen Gemeinde zu Dresden. Bereits seit 1851 war er Verwaltungsratsmitglied und Vorsitzender des Dresdner Mendelssohn-Vereins. 1863 gründete er die „Kasse für verschämte Arme“. Zusammen mit dem Gemeindevorsteher Emil Lehmann besuchte er die erste israelitische Synode in Leipzig. Er war auch schriftstellerisch tätig und publizierte beispielsweise die „Bilder aus dem Leben berühmter Rabbiner“ und „Ahawas nezach – Liebe über das Grab“.
Landau engagierte sich für die Emanzipation der Juden in Sachsen, so auch in der von ihm publizierten Schrift Die Petition des Vorstandes der israelitischen Gemeinde zu Dresden. Darin dankte er für die Gewährung von religiösen und Bürgerrechten für die Juden, kritisierte jedoch, dass die Aufhebung von Beschränkungen zu wünschen übrig ließe.
1879 erhielt er das Ritterkreuz I. Klasse des Albrechts-Ordens aufgrund seiner Verdienste „als Prediger, als Religionslehrer, als Seelsorger und als Wohlthäter der Armen“. Landau starb 1886 in Dresden und wurde auf dem dortigen Neuen Jüdischen Friedhof beigesetzt. Nach seinem Tod wurde die Dr. Wolf-Landau-Stiftung ins Leben gerufen.

## Schriften
- Die Petition des Vorstandes der israelitischen Gemeinde zu Dresden und ihr Schicksal in der II. Kammer. Walther, Dresden 1843, Digitalisat in der Google-Buchsuche
- Wie soll der Religionsunterricht der isr. Jugend in unserer Zeit beschaffen sein? In Zacharias Frankel (Hrsg.): Zeitschrift für die religiösen Interessen des Judenthums. Leipzig 1844, S. 27–36, 73–76, 129–141.
- Anforderungen des Glaubens und der theologischen Wissenschaft an den Rabbiner. In: Zacharias Frankel (Hrsg.): Zeitschrift für die religiösen Interessen des Judentums. Leipzig 1852, S. 139–142, 182–190, 214–218.